# Frauenberg (Maisach)
Frauenberg ist ein Gemeindeteil von Maisach im oberbayerischen Landkreis Fürstenfeldbruck. Am 1. Mai 1978 kam Frauenberg als Gemeindeteil der bis dahin selbständigen Gemeinde Germerswang zu Maisach.
Das Kirchdorf liegt circa eineinhalb Kilometer nordwestlich von Maisach.

## Geschichte

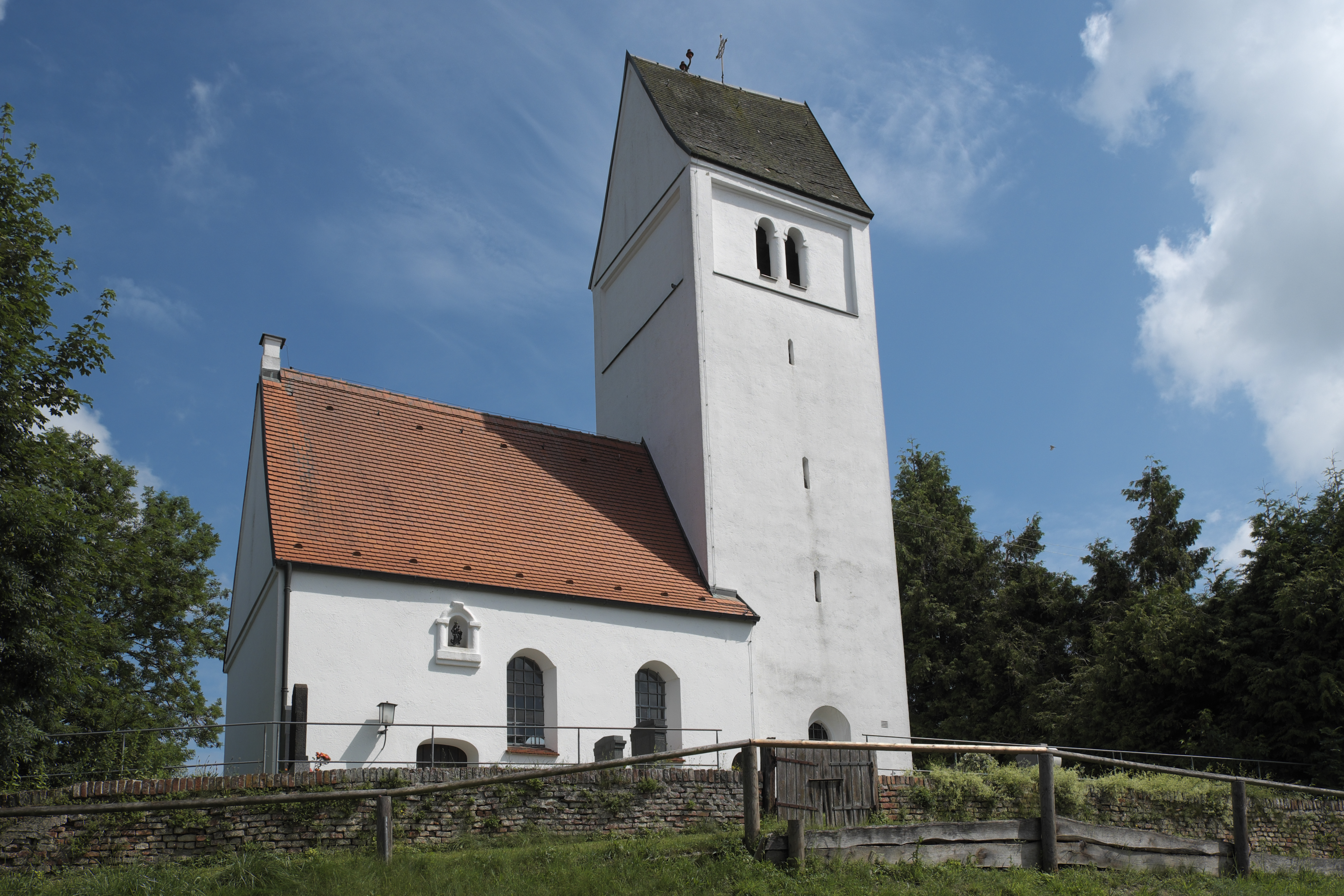
Kirche St. Maria

Herzog Ludwig der Strenge übereignete 1273 dem Kloster Fürstenfeld seinen Hof, die Mühle und die Kirchenvogtei zu Frauenberg, die zuvor der Ritter Henricus de Eisoltsried zu Lehen innehatte.

## Baudenkmäler
- Katholische Filialkirche St. Maria, erbaut im 12./13. Jahrhundert